# Ocyptamus clarapex
Ocyptamus clarapex är en tvåvingeart som först beskrevs av Christian Rudolph Wilhelm Wiedemann 1830.  Ocyptamus clarapex ingår i släktet Ocyptamus och familjen blomflugor. Inga underarter finns listade i Catalogue of Life.